# Hawiye
Os Hawiye (em somali:  Hawiiye, em árabe: بنو هوية)  é um clã somali. Os membros do clã vivem principalmente na região central e sul da Somália, no Ogaden e na Província do Nordeste (atualmente administradas pela Etiópia e Quênia, respectivamente), e em menor número em outros países. Como muitos somalis, os membros do Hawiye traçam sua ascendência de Irir Samaale. A Agência Central de Inteligência (CIA) e a Human Rights Watch indicam que os Hawiye são o maior clã somali. Outras fontes, incluindo o Relatório da Comissão Canadense de Inquérito sobre a Somália, indicam que os Darod são o maior clã somali. Hawiye é o clã dominante em Mogadíscio, a capital da Somália.

## Árvore do clã
Não há nenhum acordo claro sobre o clã e as sub-estruturas do clã e muitas linhagens são omitidas. A lista a seguir é baseada em Conflict in Somalia: Drivers and Dynamics de 2005 do Banco Mundial e na publicação do Home Office do Reino Unido, Somalia Assessment 2001.
- Hawiye
  - Baadicade
  - Gaaljal
  - Hawadle
  - Abgaal (Abgal)
    - Harti
      - Angonyar
      - Warsangeli
      - Abokor

    - Wabudhan
      - Da'oud
      - Rer Mattan
      - Mohamed Muse

    - Wa'esli

  - Murosade
  - Sheekhaal (Sheikal)
  - Habar Gidir (Haber Gedir)
    - Sa'ad
    - Suleiman
    - Ayr
    - Sarur

  - Waadan

Na parte sul central da Somália o Banco Mundial mostra a árvore de clãs seguinte:
- Hawiye
  - Karanle
    - Murusade

  - Gorgate
    - Abgal
    - Habargidir
    - Sheikhal
    - Duduble
    - Ujeien

  - Gugun-Dhabe
  - Rarane
  - Haskul
  - Jambeele
    - Hawadle
    - Galje'el
    - Ajuran
    - Dagodi

Em Puntland, o Banco Mundial revela o seguinte:
- Hawiye
  - Habar Gidir
  - Abgall
  - Biyamaal
  - Hawaadle
  - Murursade
  - Ujuuran